# Vårby-Fittja hembygdsförening
Vårby-Fittja hembygdsförening är en hembygdsförening i Huddinge och Botkyrka kommuner i Stockholms län. Föreningen har sina lokaler vid Masmovägen 22.

## Historik
Vårby-Fittja hembygdsförening bildades 1984 genom ombildning av Fittja Bro Miljöverkstad. Föreningens historia föddes ur 1970-talets olika miljöstrider, som följde med den hårdhänta exploateringen för miljonprogrammet i Fittja och Botkyrka. En av de drivande krafterna bakom Fittja Bro Miljöverkstad och senare Vårby-Fittja hembygdsförening var författaren, målaren och fotografen Olle Magnusson. Föreningen driver även Hagalunds tvätterimuseum och disponerar Hagalunds torp (vid tvätterimuseet), Myrstugan och Lilla Dalen.

## Föreningens byggnader

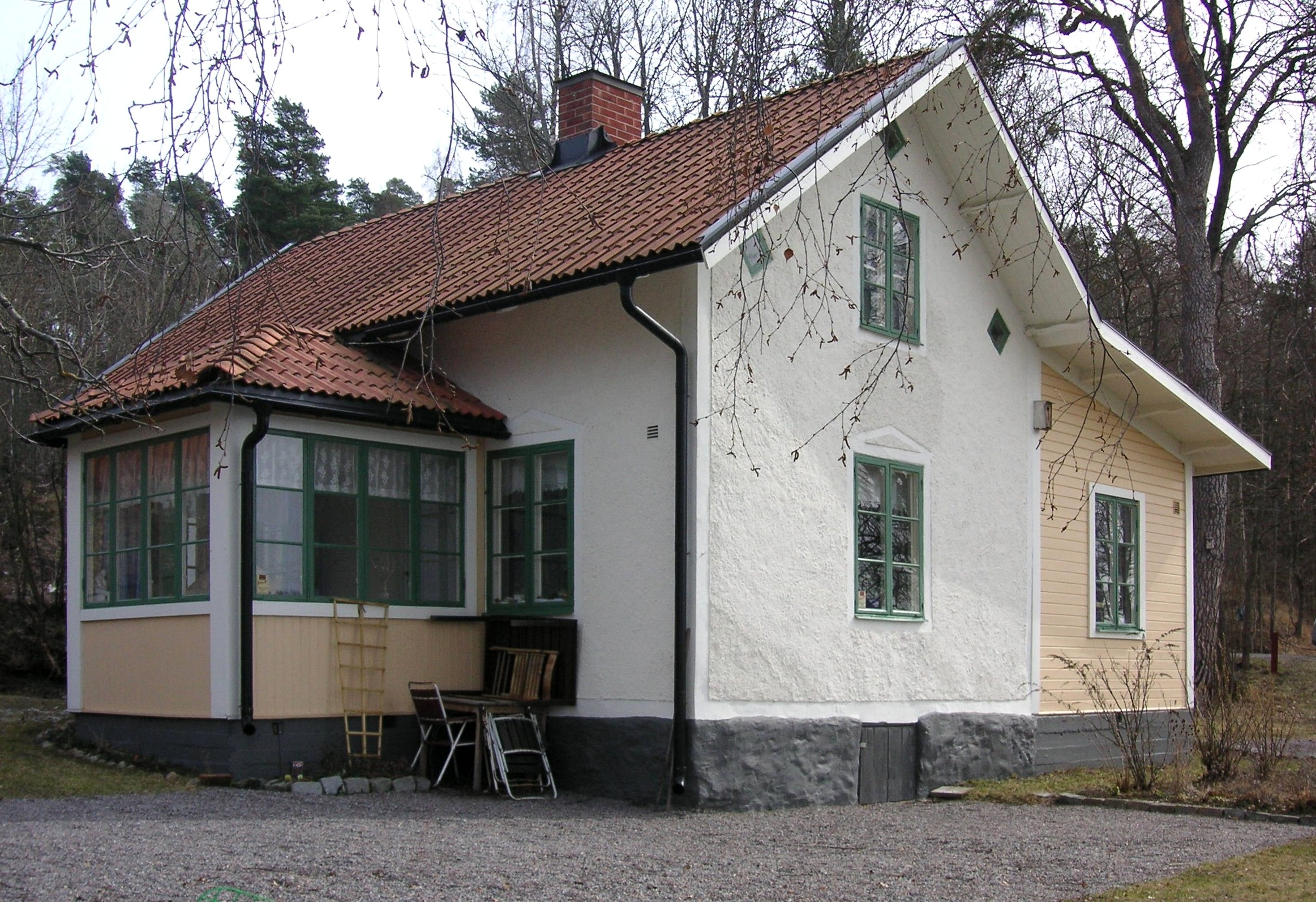
Hagalunds torp
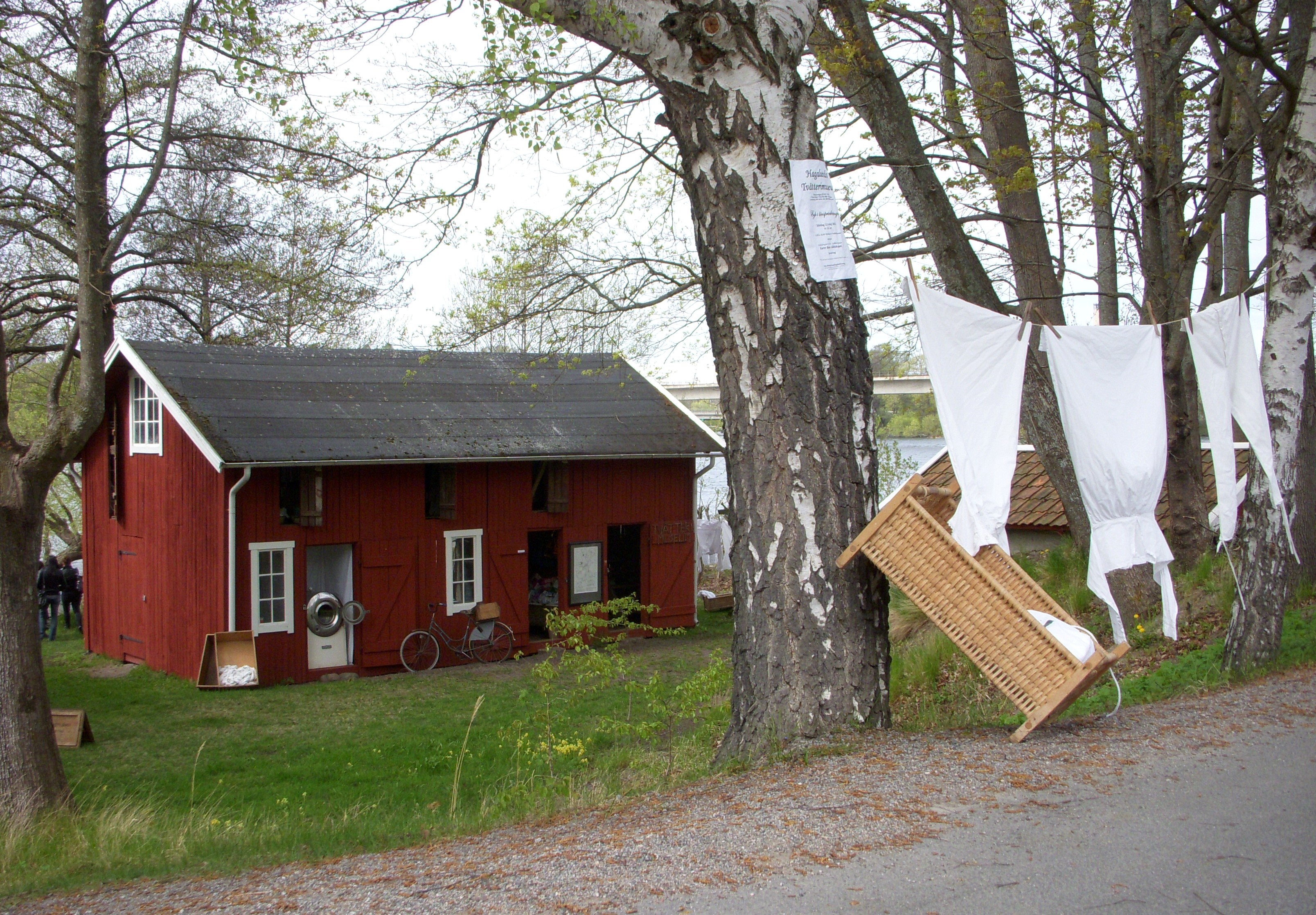
Hagalunds tvätterimuseum
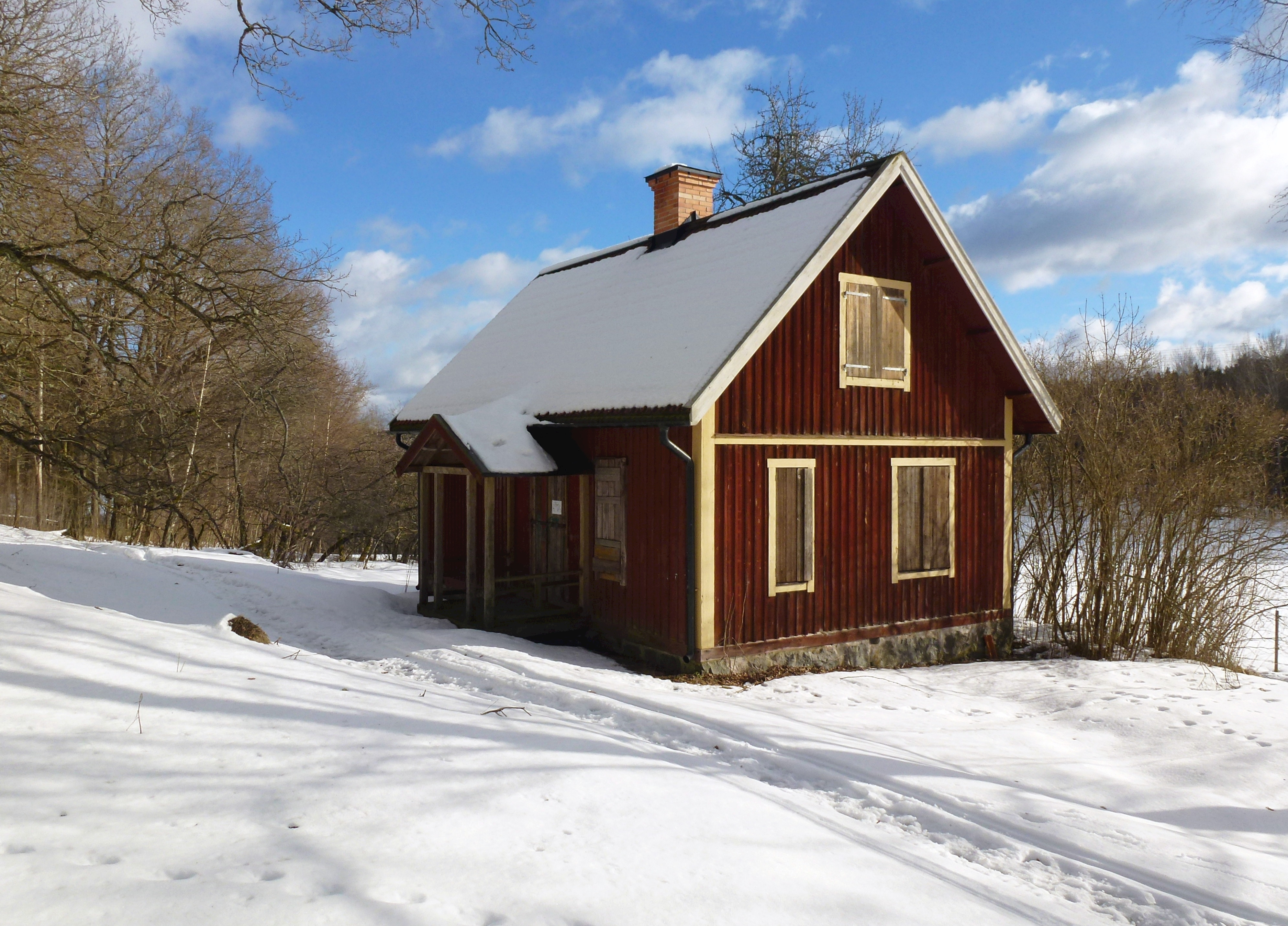
Lilla Dalen
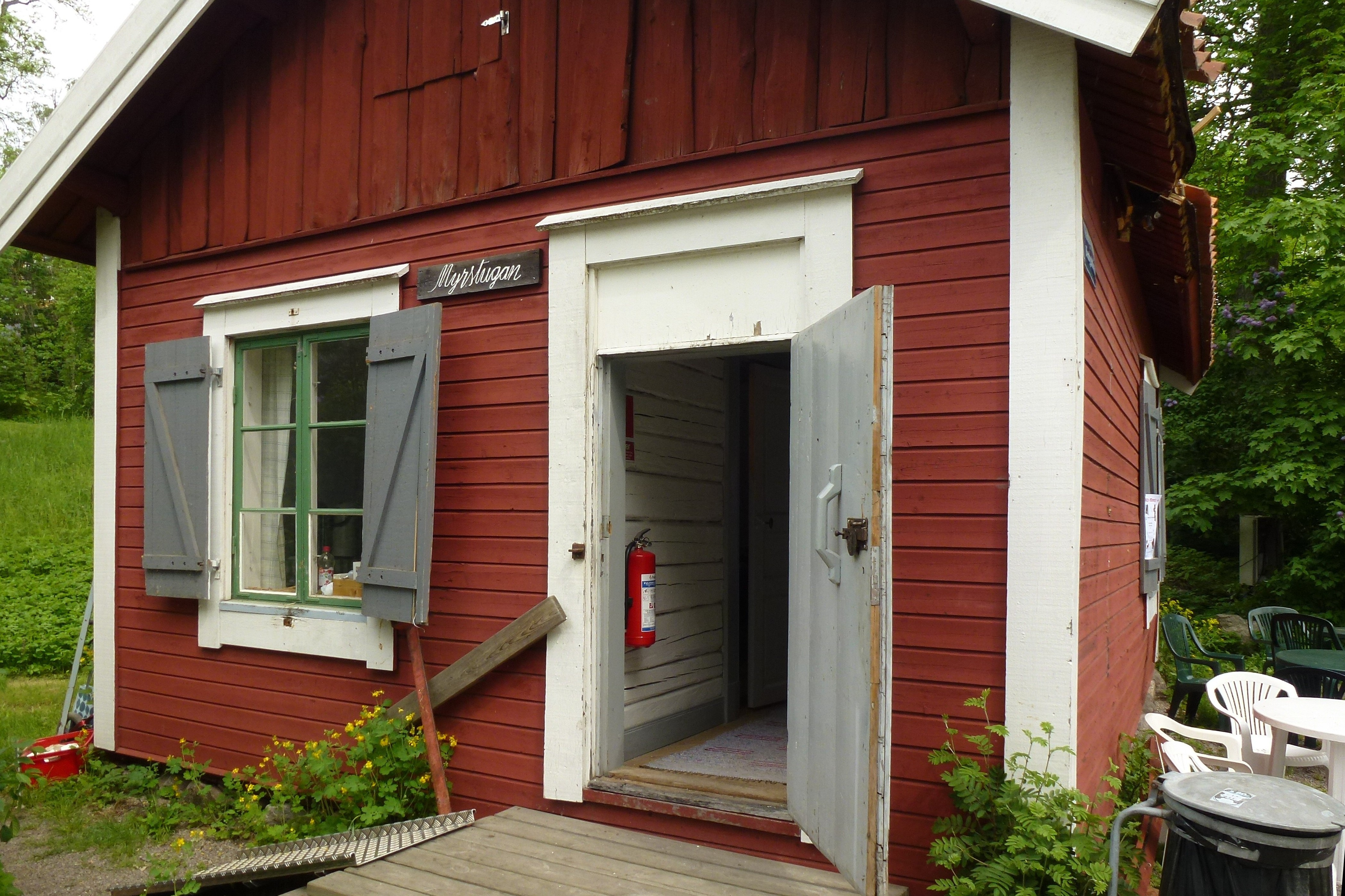
Myrstugan